# الكريستال السحري
الكريستال السحري (صيني؛ صدر في الفلبين باسم Fight to Win) هو فيلم أكشن في هونغ كونغ عام 1986 من تأليف وإخراج Wong Jing . الفيلم من بطولة آندي لاو وماكس موك وسينثيا روثروك. 

## الحبكة
سُرقت وثيقة مهمة تم تقديمها كدليل في المحكمة في اليوم التالي ضد رئيس الثالوث من شرطة هونغ كونغ. بسبب ضيق الوقت، يوظف الرقيب شيك من وحدة المهام الخاصة المرتزق آندي لو، المعروف باسم «إيجل هنتر»، لاستعادته. يقتحم آندي قصر رئيس الثالوث حيث يقاتل أتباعه ويخدع رئيس الثالوث لفتح خزنته حيث يتم إخفاء المستند.
في وقت لاحق، تلقى آندي رسالة من صديقه الأثري شوم كوان حيث اكتشف قطعة أثرية غامضة في اليونان ويريد من آندي أن يفحصها معه، لكنه يحذره أيضًا من توخي الحذر لأن شوم يتم ملاحقته من قبل الجواسيس الدوليين. يصل آندي إلى اليونان مع ابن أخيه بان بان ومساعده سنوكر. بينما كان آندي يشاهد المعالم السياحية في بارثينون مع بان بان وسنوكر، يصطدم بشوم. تم نصب كمين لشوم ومطاردته من قبل بلطجية المخابرات السوفيتية (KGB) الذين يتظاهرون بأنهم عملاء للإنتربول. يقوم آندي، جنبًا إلى جنب مع العملاء الفعليين سيندي مورغان وبيلي بمطاردة وضرب البلطجية بينما يهرب شوم. بعد ذلك، كشفت سيندي وشريكها لـ «آندي» أنهما يعرفان هويته بصفته «إيجل هنتر» ويبلغانه بحالة شوم التي تلاحقها المخابرات السوفيتية ويقنعانه بالتعاون معهم لمساعدة صديقه.
يصل شوم إلى الفندق الذي كان يقيم فيه آندي، لكن تم إطلاق النار عليه من قبل مجرم من المخابرات السوفيتية متنكرا بأنه مساعد آندي، لكنه تمكن من إخضاع السفاح قبل الهروب. بعد ذلك، يترك شوم أمتعة تحتوي على القطعة الأثرية الغامضة في غرفة فندق آندي قبل أن يتم القبض عليه من قبل كاروف، رئيس المخابرات السوفيتية. بعد ذلك، يخدر كاروف شوم عندما يرفض إخباره بمكان القطع الأثرية، لكن كاروف قادر على استنتاج أنه قد يحتفظ بها آندي.
بعد عودته إلى هونغ كونغ، أبلغت أخت آندي الكبرى بمكالمة هاتفية أجرتها له أخت شوم الصغرى، ويني، وأعطته عنوان صالة للألعاب الرياضية حيث تتدرب. يفتح بان بان أيضًا الأمتعة التي تحتوي على القطعة الأثرية الغامضة، الكريستال السحري، قطعة كبيرة من اليشم ذات قوى سحرية ويمكنها التحدث، ويصادق اليشم. في هذه الأثناء، وصلت آندي إلى صالة ويني للألعاب الرياضية وقالت إنها لا تملك أي أخبار عن أخيها منذ شهر. تعرض آندي وويني ولو ساي، وهو مطارد عدواني لوينى، لكمين من قبل بلطجية كاروف ويقاتلهم آندي وينقذ ويني. تذهب ويني للاختباء في منزل آندي، بينما يتبعها لو ساي أيضًا، مما يثير انزعاج الجميع.
يلعب بان بان وجيد الحيل على لوساي، بما في ذلك مبادلة يديه وقدميه ويستيقظ في حالة صدمة. يساعد اليشم أيضًا بان بان في ضرب متنمر المدرسة. يصل الرقيب شيك ويسأل آندي، ويني ولو ساي عن هجومهم الليلة الماضية، حيث أخفى الأخير تبادل أطرافه المحرج. وصل سيندي وشريكه أيضًا إلى هونغ كونغ وتحدثا لفترة وجيزة مع آندي، قبل مواجهة كاروف، الذي يطالب آندي بتسليم اليشم، الأمر الذي يربك آندي. يحارب آندي سفاح كاروف ويهرب مع ويني ويطلب من سنوكر إلقاء نظرة على أمتعتهم التي تم إحضارها من اليونان. في هذا الوقت، يكتشف لوساي أيضًا اليشم، الذي يقوم بتبديل يدي لوساي وقدميه إلى وضعها الطبيعي ويعطيه قوة عظمى حيث يمكنه أن يأمر الناس بفعل ما يقوله. ومع ذلك، لم يدرك لوساي أن القوة العظمى تعمل فقط على بعد خمسة أقدام من اليشم ويذهب لسرقة بنك بنفسه ويتم نقله إلى ملجأ نتيجة لذلك.
ثم يتلقى آندي مكالمة من الرقيب شيك بأنه وجد شوم كما هو في منزله. وصل آندي إلى منزل شيك ليجد كل من شيك وشوم ميتين بينما كان آندي فاقدًا للوعي. يستيقظ آندي بينما تعتقله سيندي وبيلي معتقدين أنه قتل شيك. في هذه الأثناء، تعرضت أخت آندي لهجوم من قبل سفاح كاروف في المنزل لكنها تصدهم. يصل كاروف ويقاتل أخت أندي، ويتفوق عليها حتى تصل سيندي وتوحد قواها لمحاربة كاروف، الذي يخطف بان بان ويأخذ اليشم.
ثم استأجر كاروف سفاحًا لقتل آندي برصاص جليدي لكنه فشل. ثم يهرب آندي من السجن بمساعدة بيلي، الذي يكشف عن خطة لتجنب انتباه الشامات في قوة الشرطة. ينضم الاثنان إلى شقيقة سيندي وسنوكر وأندي في مقر كاروف حيث يقاتلون سفاح كاروف. يهرب كاروف بعد أن انخرط آندي في قتال معه لكنهم تمكنوا من إنقاذ بان بان وتقترح سيندي الحفاظ على حماية الطفل في مركز الشرطة. في مركز الشرطة، يستخدم اليشم قوته حيث يغادر بان بان المحطة ويأخذ اليشم إلى اليونان بنفسه بينما يخبر خاسر الشرطة كاروف بمكان بان بان قبل أن يلكمه بيلي.
يصل «آندي» و «سنوكر» و «سيندي» و «بيلي» إلى اليونان حيث تتلقى «سيندي» معلومات من «بان بان» دفع ثمن قارب إلى جزيرة غامضة. ومع ذلك، أسر كاروف مرة أخرى بان بان وهو في طريقه إلى الجزيرة ولكن آندي والطاقم تمكنوا من ملاحقتهم في الكهف. يسقط آندي، سيندي، سنوكر في مستوى تحت الأرض مليء بالفخاخ المفخخة بينما يطارد بيلي كاروف، ويجد الثلاثي جهازًا به تسجيل فينوس يشرح بالتفصيل رحلته إلى الأرض ويساعده اليشم، وهو حيوانه الأليف التكنولوجي، على العودة إلى عالمه. كوكب المنزل. يسمع كاروف، الذي يحمل بان-بان بين ذراعيه، هذا أيضًا وعن معركة كبيرة بين آندي وسيندي وبيلي ضد كاروف ومجرموه. ثم يتحد آندي وسيندي لمحاربة كاروف الذي يستخدم زوجًا من ساي ضدهم حتى يلقي آندي لكمة مدمرة على كاروف. بعد ذلك، يطارد كاروف بان بان، لكن آندي يُخضع كاروف بتمثال كبير، ويمكن لبان بان استخدام اليشم لمساعدة كوكب الزهرة في العودة إلى المنزل بينما يقفز كاروف غاضبًا في الموجة لإحضار كوكب الزهرة إلى المنزل ويتم نقله خارج الأرض. يموت اليشم بعد استخدام كل طاقته وداعًا لحظر بان البكاء قبل أن يفقس يشمًا صغيرًا، مما يسعد الطفل كثيرًا.

## فريق العمل
- آندي لاو دور آندي لو (羅 力)، مرتزق يعمل لدى شرطة هونغ كونغ ويصنف على أنه إيجل هانتر رقم 1 (獵鷹 第一 號).
- ماكس موك مثل بيلي ، شريك سيندي في الإنتربول.
- سينثيا روثروك بدور سيندي مورغان ، أحد وكلاء الإنتربول.
- ناتاليس تشان بدور Lo Sai (老 細)، مطاردة عدوانية لـ Winnie ذات معدل ذكاء منخفض ويمكن التلاعب بها بسهولة بواسطة Magic Crystal.
- Siu Ban-ban بدور Ban-ban (彬彬)، ابن شقيق Andy الذي أصبح صديقًا لـ Magic Crystal.
- Wong Jing في دور Snooker ، مساعد Andy المتلعثم.
- شارلا تشيونغ بدور ويني شوم (沈 雲妮)، الأخت الصغرى لشوم كوان.
- شوم واي كزعيم ثالوث أسره آندي.
- تشونغ فات بصفته سفاح رئيس الثالوث الذي قاتل آندي.
- هونغ سان نام بصفته سفاح رئيس الثالوث الذي قاتل آندي.
- فيليب كو مثل شوم كوان (沈 昆)، صديق آندي الأثري الذي اكتشف الكريستال السحري في اليونان ويطارده كاروف.
- Wong Mei-mei هي الأخت الكبرى لـ Andy ووالدة Ban-Ban.
- إيدي ماهر في دور سفاح كاروف في اليونان
- توني ليونغ سيو شنق كبلطجي كاروف في اليونان
- ريتشارد نورتون في دور كاروف ، زعيم الكي جي بي الذي يلاحق البلورة السحرية.
- شيه كين في دور الرقيب شيك (石 探長)، صاحب عمل آندي.
- شينغ فوي أون كسجين صديق آندي.
- جاكسون نج مثل سفاح كاروف الذي يرتدي عصابة رأس حمراء ويقاتل سيندي وأخت آندي.
- يو مو لين في دور مورين يو ، المدرب الرئيسي في صالة ويني للألعاب الرياضية.
- ألبرت لاي كشرطي.
- ديفيد هو والد ستيف.

## الإنتاج
وفقًا لروثروك، فقد أصيبت في الرباط الصليبي الأمامي الأيمن بينما أصيب نورتون بعدوى المكورات العنقودية في ساقه في الفلبين قبل بدء إنتاج الفيلم. أصيبت روثروك بجروح في ركبتها أثناء تصوير مشهد القتال في اليونان؛ تسبب لها الألم بطعن خصمها بحربة عن طريق الخطأ. كما أنها قطعت نورتون عن طريق الخطأ على الحاجب أثناء مشهد القتال.
يعرض الفيلم استخدام روثروك المكثف للأسلحة، بالإضافة إلى أساليب القتال Eagle Claw وNorthern Praying Mantis .

## الإصدار
تم إصدار الكريستال السحرية في الفلبين باسم Fight to Win بواسطة Pioneer Releasing ، وحقق نجاحًا كبيرًا في شباك التذاكر، حيث قدم سينثيا روثروك (يُنسب إليها باسم Cindy Rothrock) للجماهير الفلبينية. تم إصدار العديد من الأفلام المستوردة لاحقًا تحت عناوين جديدة من قبل موزعين مختلفين لجعلها تظهر كتكملة للفيلم:
- Fight to Win II (العنوان الأصلي: تصحيح الأخطاء)، صدر عن First Films في 17 مارس 1987 [5]
- Fight to Win Again (العنوان الأصلي: A Book of Heroes)، صدر عن Pioneer Releasing في 25 أغسطس، 1987 [6]
- Fight to Win: New Chapter (بطولة «بيلي تشان» من فيلم Bloodsport)، صدر عن Pioneer Releasing في 13 يوليو، 1988 [7]
- The Last Fight to Win: The Bloody End (العنوان الأصلي: Low Blow)، صدر بواسطة Movierama Films في 13 أكتوبر، 1988 [8] [9]

## أنظر أيضا
- أندي لاو فيلموجرافيا
- فيلم وونغ جينغ